# کوسو، اویتا
کوسو، اویتا (به لاتین: Kusu, Ōita) یک منطقهٔ مسکونی در ژاپن است که در استان اوئیتا واقع شده‌است. کوسو  ۱۷٬۹۴۵ نفر جمعیت دارد.